# Treat Myself
Treat Myself è il terzo album in studio della cantautrice statunitense Meghan Trainor, pubblicato il 31 gennaio 2020 dalla Epic.

## Pubblicazione
Nel posticipare l'album, Trainor ha affermato nell'agosto del 2018 che «non riusciva a smettere di scrivere canzoni e che si trovava in un luogo fantastico», per questo motivo ha deciso di spostare l'uscita dell'album almeno fino a quando non aveva finito di registrare in studio «tutto ciò che le passava per la testa». A novembre dello stesso anno, Trainor ha dichiarato di aver lavorato con Sasha Sloan e Lennon Stella ad un brano per il medesimo album chiamato Workin' On It, che Trainor ha definito come una traccia «per amare se stessi o almeno provarci soltanto».

## Promozione
No Excuses, il singolo pop dalle influenze country, è stato pubblicato il 1º marzo 2018 come apripista di Treat Myself che ha raggiunto in madrepatria la 46ª posizione della Billboard Hot 100. Un anno dopo, a settembre 2019, viene pubblicato il singolo successivo, Wave, che ha visto la partecipazione di Mike Sabath.
Il 22 gennaio 2020 Trainor ha annunciato attraverso una live sul proprio profilo Instagram che la seconda canzone dell'album intitolata Nice to Meet Ya, che vede la presenza della rapper trinidadiana Nicki Minaj, sarebbe stata pubblicata come terzo singolo, insieme all'album, il 31 gennaio 2020.
Una serie di tracce sono state pubblicate come singoli promozionali: tra queste, Genetics, il 13 settembre 2019 e Workin' On It, brano che vede la partecipazione di Sasha Sloan e Lennon Stella, il 6 novembre dello stesso anno. Una versione alternativa di Genetics, traccia che originalmente non ha visto la presenza della Pussycat Dolls, viene pubblicata prima della pubblicazione dell'album.
Evil Twin viene pubblicato il 13 dicembre 2019 mentre Blink il 17 gennaio 2020.

## Accoglienza
| Recensione | Giudizio |
| ---------- | -------- |
| AllMusic   |          |
| Idolator   |          |
| NME        |          |
| Pitchfork  | 4,1/10   |
| PopMatters | 6/10     |
| The Times  |          |

Treat Myself ha ottenuto recensioni prevalentemente miste da parte dei critici musicali. Su Metacritic, sito che assegna un punteggio normalizzato su 100 in base a critiche selezionate, l'album ha ottenuto un punteggio medio di 51.

## Tracce
1. Wave (feat. Mike Sabath) – 2:56 (Meghan Trainor, Michael Sabath)
2. Nice to Meet Ya (feat. Nicki Minaj) – 2:50 (Meghan Trainor, Scott Friedman, Mark Williams, Raul Cubina, Onika Maraj)
3. Funk – 3:11 (Meghan Trainor, Ryan Trainor, Eddie Benjamin, Michael Sabath)
4. Babygirl – 3:20 (Meghan Trainor, Samuel Romans, Michael Sabath)
5. Workin' On It (feat. Lennon Stella e Sasha Sloan) – 3:01 (Meghan Trainor, Alexandra Yatchenko, Henry Allen, Lennon Stella)
6. Ashes – 3:17 (Meghan Trainor, Sophie Cooke, Daniel Gleyzer)
7. Lie to Me – 2:40 (Meghan Trainor, Ryan Trainor, Justin Trainor)
8. Here to Stay – 3:03 (Meghan Trainor, Eddie Benjamin, Gleyzer, Zach Skelton)
9. Blink – 2:47 (Meghan Trainor, Ryan Trainor, Bruce Fielder, Steven Manovski)
10. Genetics (feat. The Pussycat Dolls) – 2:57 (Meghan Trainor, Ryan Trainor, Justin Tranter, Michael Sabath)
11. Evil Twin – 3:12 (Meghan Trainor, Joshua Kear, Ethan Snoreck, Tyler Johnson)
12. After You – 3:26 (Meghan Trainor, Justin Trainor, Anders Mouridsen, Tyler Johnson)
13. Another Opinion – 3:03 (Meghan Trainor, Justin Trainor, Tyler Johnson)
14. No Excuses – 2:32 (Meghan Trainor, Jacob Hindlin, Andrew Wells)
15. Have You Now – 3:46 (Meghan Trainor, Sophie Cooke)

Tracce bonus dell'edizione Target
1. All The Ways – 2:55 (Meghan Trainor, Jacob Hindlin, Andrew Wells)
2. Treat Myself – 2:54 (Meghan Trainor, Andrew Wells, Tobias Jesso Jr., Ryan Trainor)

## Classifiche
| Classifica (2020) | Posizione massima |
| ----------------- | ----------------- |
| Australia         | 13                |
| Austria           | 67                |
| Belgio (Fiandre)  | 109               |
| Belgio (Vallonia) | 119               |
| Canada            | 25                |
| Croazia           | 30                |
| Germania          | 99                |
| Irlanda           | 58                |
| Nuova Zelanda     | 40                |
| Paesi Bassi       | 87                |
| Regno Unito       | 41                |
| Spagna            | 27                |
| Stati Uniti       | 25                |
| Svizzera          | 28                |